# USS LST-392
O USS LST-392 foi um navio de guerra norte-americano da classe LST que operou durante a Segunda Guerra Mundial.